# Chickamauga
Chickamaugaerne, eller Lower Cherokees, som de også blev kaldt, var en gren af cherokeserstammen, som skilte sig ud fra resten af stammen i den sidste fjerdedel af 1700-tallet på grund af uoverensstemmelser omkring forholdet til de hvide, ikke mindst forholdet til indbyggerne i de nydannede United States of America, som gruppen var stærk modstander af. Gruppen støttede under den amerikanske uafhængighedskrig de britiske loyalister i kampene mod de oprørske kolonister.

## Baggrund
I 1775 underskrev en gruppe af cherokesernes høvdinge under anførsel af blandt andre Attacullaculla og Oconostota, en traktat med et privat foretagende kaldet Transylvania Land Company ledet af Richard Henderson og Nathaniel Hart. Traktaten blev underskrevet ved Sycamore Shoals i det østlige Tennessee, Ifølge traktaten skulle cherokeserne afgive det meste af deres område i det nuværende Kentucky og en stor del af deres landområde i det nordlige Tennessee, et område, der med sine 81.000 km2, var næsten dobbelt så stort som Danmark. Som betaling skulle stammen modtage 2.000 engelske pund og desuden varer til en værdi af yderligere 10.000 pund, hvoraf en stor del var våben og ammunition

Imidlertid var aftalen ulovlig. Gruppen af høvdinge tegnede ikke hele stammen, som havde besluttet sig for, at man ikke måtte afgive mere land til de hvide og i øvrigt havde stammen indgået en aftale med briterne om, i givet fald kun at afgive land til den britiske regering. Ifølge engelsk lov, måtte private ikke underskrive traktater med indianerne, så også fra britisk synspunkt var aftalen ugyldig. Desuden var området i Kentucky omstridt, da også Shawnee-stammen gjorde krav på dette. For Transylvania Land Company var loven imidlertid ikke vigtig. Et større antal nybyggere med Daniel Boone i spidsten havde allerede slået sig ned på området og da disse allerede talte om oprør mod og løsrivelse fra England, mente de ikke at engelsk lovgivning var bindende for dem. Cherokeserne havde netop lidt et alvorligt nederlag til Choctawstammen, mest fordi denne havde flere skydevåben end cherokeserne, så for Attacullaculla, Oconostota og de andre høvdinge var muligheden for at skaffe sig skydevåben vigtigere end tidligere indgåede aftaler.
Forud for underskriften blev der holdt et råd mellem de tilstedeværende høvdinge, og flere, især yngre høvdinge under ledelse af Attacullacullas søn, Dragging Canoe talte imod salget. På trods af dette blev traktaten underskrevet. Det fik Dragging Canoe og hans støtter til at erklære, at de nægtede at anerkende de hvides ret til at være i området, og at de ville bekæmpe disse med vold. Gruppen forlod deres hidtidige bopladser i de såkaldte Upper Towns i det nordlige Tennessee og flyttede mod syd til området omkring Chickamauga Creek, hvor denne blev krydset af The Great Indian Warpath nær det nuværende Chattanooga i Tennessee. Her opførte de 11 byer, og placeringen i nærheden af Chickamauga Creek gav gruppen deres navn. Selve navnet kan betyde "Den stille Flod", men er også tolket som "Floden af Blod". Den sidste tolkning kan dog være nyere og været opstået efter Slaget ved Chickamauga under den amerikanske borgerkrig.

## Krigen mod de hvide begynder
Dragging Canoe nægtede at anerkende traktaten fra 1775 og i begyndelsen af 1776 gjorde han og hans mænd sig klar til at angribe de, efter deres mening, ulovlige hvide bosættelser omkring Watauga River i det nordøstlige Tennessee. Nogle engelske loyalister, anført af brødrene John og Henry Stuart, fik med hjælp fra Dragging Canoes kusine, Nancy Ward, overtalt Dragging Canoe til at udsætte angrebet, og i mellemtiden forsøgte Attacullaculla at overtale nybyggerne til at forlade området. 
Inden Attacullaculla opnåede succes med sine overtalelsesforsøg, kom der nyheder om at en stor hær af oprørere fra Virginia var ved at forberede et angreb på cherokeserne. Dette fik Dragging Canoe til at iværksætte sit angreb. Hans gruppe bestod for en stor dels vedkommende af halvblods cherokesere, men den talte også nogle fuldblods cherokersere samt enkelte hvide engelske loyalister, som sluttede sig til hans styrke, da Dragging Canoe havde sagt, at han kun ville angribe de kolonister, som gjorde oprør mod den engelske konge.
Ved det afsluttende krigsråd deltog også Nancy Ward i sin egenskab af Ghigau (Elsket kvinde eller Krigerkvinde). Nancy Ward, der gik ind for fred mellem cherokeserne og de hvide, afslørede Dragging Canoes planer for nogle hvide kolonister i området, og angrebet endte med at blive en fiasko. Det blev imidlertid starten til det, der i dag er kendt som Chickamaugakrigene, en række kampe mellem hvide og chickamaugagruppen, som først sluttede i 1794..

## Chickamaugakrigene
Efterhånden som chickamaugaerne begyndte at bekæmpe de hvide, forlod flere og flere af de såkaldte "overhill cherokees" i det nordlige Tennessee deres bopladser og sluttede sig til Dragging Canoe. I 1778 sluttede Dragging Canoe sig sammen med de britiske styrker i Georgia og South Carolina for at bekæmpe de oprørske amerikanere. I 1780 slog chickamaugaerne sig igen sammen med engelske tropper og var med til at befri byen Augusta i Georgia fra de amerikanske oprørere samtidigt med at Dragging Canoes krigere angreb amerikanske bebyggelser i det meste af det sydøstlige USA. Det resulterede i at guvernøren over Virginia, Patrick Henry i 1782 sendte en styrke mod de landsbyer, der nu var forladt af deres krigere. Det lykkedes for ekspeditionen at ødelægge alle 11 landsbyer, og chickamaugaerne måtte flygte igen. Denne gang flyttede de mod sydvest til det sydlige Tennessee og nordlige Alabama, hvor de etablerede det, som blev kaldt The Five Lower Towns, hvilket senere gav gruppen tilnavnet Lower Cherokees. Af og til ses disse byer nævnt som New Lower Towns for at skelne dem fra de byer, i South Carolina, som tidligere havde gået under dette navn, men som for længst var forladt. De fem byer var Running Water, hvor Dragging Canoe selv boede, Nickajack, Long Island, Crow Town og Lookout Mountain Town.
Senere bredte krigen sig og chickamaugaerne foretog angreb så langt væk fra deres egne bopladser som i Kentucky og Indiana. Her arbejdede de sammen med andre stammer i den såkaldte Western Indian Confederacy, en løs sammenknytning af mange stammer hvori blandt andre shawneestammen, wyandotterne, irokeserne og lenaperne også indgik, selv om disse stammer traditionelt havde været cherokesernes fjender.
I 1788 blev der holdt et fredsmøde i cherokeserlandsbyen Coyatee. Blandt deltagerne var den nyvalgte høvding over Overhill gruppen, Hanging Maw og stammens overhøvding, Old Tassel. De to høvdinge blev nærmest tvunget med våbenmagt til at underskrive en traktat, hvor de afgav alt cherokeserland nord for Little Tennessee River. Senere samme år blev fredshøvdingen, Abram, overhøvdingen Old Tassel samt to andre høvdinge myrdet under nye fredsforhandlinger med udsendinge fra John Sevier, som på det tidspunkt var guvernør over den selvstændige stat, State of Franklin i den østlige del af det nuværende Tennessee. Det fik Doublehead, der var bror til Old Tassel, til sværge, at han ville dræbe alle hvide, der boede på cherokesisk område, og han indledte et blodigt hævntogt, som varede helt til Chickamaugakrigenes ophør i 1794.
I 1791 forsøgte man at slutte fred ved et møde mellem chickamaugaerne (og andre cherokesere) og de hvide ved Muscle Shoals i Alabama. Mødet endte med en traktat som blev underskrevet af flere chickamaugaer, blandt andre nogle af de vigtige ledere som John Watts, Bob Benge, Doublehead, Bloody Fellow og Dragging Canoe selv under navnet Otter Lifter. Freden holdt imidlertid ikke længe for allerede i 1792 erklærede chickamaugaerne formelt krig mod USA igen.
I 1792 døde Dragging Canoe af et hjerteanfald mens han befandt sig i Running Water. I den anledning udtalte Overhill høvdingen Black Fox, der i 1801 skulle blive overhøvding over Cherokee Nation: "Dragging Canoe har forladt denne verden. Han var en mand med stor betydning for sit land. Han var ven med både sine egne og med de hvide." Ledelsen af gruppen blev herefter overtaget af John Watts og sammen med Bob Benge og Doublehead forsatte Watts kampen. Han allierede sig med andre stammer fra det sydøstlige USA, men sluttede til gengæld fred med den spanske guvernør over West Florida, som leverede ham våben og andre forsyninger.
I 1793 forsøgte man igen at slutte fred. Der blev holdt et møde med repræsentanter for regeringen i Washington, guvernøren over Virginia og flere cherokeserhøvdinge. Midt under fredsforhandlingerne red en militsstyrke ind i landsbyen og skød på både hvide og indianere. Adskillige blev dræbt, deriblandt Hanging Maws hustru.. Lederen af angrebet, John Beard blev fanget, men løsladt. Samtidigt blev 15 indianere fra Middle Towns gruppen dræbt under angreb fra amerikanske militsstyrker. Det fik Watts og Doublehead til at samle en styrke på omkring 1000 mand (heraf 700 creek-indianere) og gå mod Knoxville i Tennessee. Undervejs angreb man en mindre bebyggelse, Cavett's Station og her dræbte Doublehead og hans krigere de tre mænd, som forsvarede bebyggelsen, samt 12 af de 13 tilstedeværende kvinder og børn. Kun en dreng blev reddet af John Watts, men blev senere dræbt af Doublehead.
I begyndelsen af 1794 blev Bob Benge dræbt på vej hjem efter en serie angreb på det sydlige Virginia og den senere guvernør over Tennessee, John Sevier, indledte et hævntogt mod cherokeserne. Der var flere angreb frem og tilbage i løbet af foråret og sommeren 1794, men den 7. november mødtes William Blount, guvernør over det såkaldte Southwest Territory, der blandt andet omfattede det nuværende Tennessee, med John Watts og Hanging Maw, der i mellemtiden var udpeget som overhøvding over hele cherokeestammen og der blev indgået en fredsaftale, som afsluttede chickamaugakrigene.

## Genforening
Trods det at krigen mod de hvide var overstået (i hvert fald for denne gang), blev chickamaugaerne fortsat regnet for en særlig gruppe, både af de hvide og af andre medlemmer af cherokeserstammen. Chickamaugaerne betragtede imidlertid sig selv om fuldgyldige cherokesere. En mindre betydende chickamaugahøvding, Richard Fields, blev i 1799 spurgt af en missionær fra den Herrnhutiske Brødremenighed hvilken slags folk chickamaugaerne egentlig var, hvortil Fields svarede "De er cherokesere, og vi kender ingen forskel". Et andet tegn på tilhørsforholdet er, at da Little Turkey i 1788 blev udnævnt til overhøvding for hele Cherokee Nation, accepterede Dragging Canoe ham i denne rolle, om end der stadig var stor uenighed mellem chickamaugaerne og flertallet af stammen omkring førstnævntes fortsatte klampe mod de hvide.
I 1802 døde John Watts og han blev afløst som chickamaugaernes overhøvding af Doublehead. Watts og Doublehead havde ellers været modstandere siden kampene ved Cavett's Station i 1793. I 1807 blev Doublehead myrdet af blandt andre Major Ridge (for at sælge cherokesisk jord til hvide nybyggere!) og han blev afløst som overhøvding af Glass (Ta-Gwa-Di-Hi).
I 1809 blev der holdt en genforeningsrådslagning mellem chickamaugaerne og resten af stammen. Mødet endte med at Chickamaugaernes eget råd blev nedlagt, overhøvdingepositionen afskaffet og chickamaugaerne blev igen en integrereret del af Cherokee Nation under ledelse af overhøvding Black Fox. 

## Chickamaugaerne i dag
Mange grupper hævder at nedstamme fra chickamaugaerne. Blandt disse er The Chickamauga Cherokee Nation of Missouri, The Chickamauga Cherokee of Alabama, The Chickamauga Cherokee Nation White River Band i Oklahoma, Chickamauga Cherokee Indian Creek Band og flere andre. Sidstnævnte holder til i Florida og har deres egen hjemmeside. Ingen af disse grupper har dog officiel anerkendelse af hverken føderale eller statslige myndigheder, selv om den sidste nævnte gruppe indsamler underskrifter til fordel for føderal ankerkendelse.

## Eksterne links
- Chickamauga Cherokee Indian Creek Band Web Site Arkiveret 22. oktober 2010 hos  Wayback Machine (engelsk)
- Chickamauga Indian Confederacy Homepage (engelsk)
- History of Campbell County, Tennesee (engelsk)